# Катакали
Катакали или Катакал (на гръцки: Κατάκαλη), е село в Република Гърция, в дем Дескати на област Западна Македония.

## География
Селото е разположено на надморска височина от 520 m, 30-ина километра югоизточно от град Гревена и югозападно от Дескати.

## История

### Средновековие
Въз основа на датировка за стенописите от селската църква „Свети Георги“ се предполага, че селището може и да е съществувало още от ΧΙΙ век. Има предположения, че църквата е построена в 1100 година, но според други сведения е от XVI век или 1600 година.

### В Османската империя
В края на XIX век Катакали е гръцко християнско село в югоизточния край на Гребенската каза на Османската империя. Според статистиката на Васил Кънчов през 1900 година в Катакалъ живеят 129 гърци.
На Етнографската карта на Битолския вилает на Картографския институт в София от 1901 година Катакал е чисто гръцко село в Гревенската каза на Серфидженския санджак с 19 къщи.
Според статистика на Серфидженския санджак на гръцкото консулство в Еласона от 1904 година в Катакали (Κατάκαλη), Гревенска каза, живеят 104 гърци елинофони християни.

### В Гърция
През Балканската война в 1912 година в селото влизат гръцки части и след Междусъюзническата в 1913 година Катакали влиза в състава на Кралство Гърция.
| Име       | Име          | Ново име | Ново име | Описание                   |
| --------- | ------------ | -------- | -------- | -------------------------- |
| Цоканоес  | Τσοκανοές    | Халикия  | Χαλίκια  | местност СЗ от Катакали    |
| Гурглияна | Γκουργκλιάνα | Котрония | Κοτρώνια | връх (750 m) Ю от Катакали |

| Година    | 1913 | 1920 | 1928 | 1940 | 1951 | 1961 | 1971 | 1981 | 1991 | 2001 | 2011 | 2021 |
| --------- | ---- | ---- | ---- | ---- | ---- | ---- | ---- | ---- | ---- | ---- | ---- | ---- |
| Население | 248  | 208  | 218  | 267  | 269  | 351  | 344  | 270  | 219  | 184  | 176  | 162  |

Извън селото е разположен параклисът „Света Илия“. Основният селски празник се провежда на Голяма Богородица (15 август).